# Théophile Lavallée
Théophile Lavallée, född 13 oktober 1804 i Paris, död 27 augusti 1867 i Versailles, var en fransk historiker och geograf som erhöll Franska akademiens historiepris Grand prix Gobert åren 1859, 1865 och 1866 för verken Histoire des Français och Les frontières de France (ev. Les Frontières naturelles de la France).